# The Game of Love
«The Game of Love» es una canción de la banda de rock Santana,  lanzado el 23 de septiembre de 2002 por Arista Records como el primer sencillo de su disco Shaman. La interpretación vocal es de Michelle Branch. Fue compuesta por Gregg Alexander y Rick Nowels. Ganó un Premio Grammy por "Mejor Colaboración Pop con Vocales", así como alcanzando el número 5 en el Billboard Hot 100 y encabezó la lista Billboard Adult Contemporary. También alcanzó el top 10 en Canadá, Nueva Zelanda y siete países europeos.

## Producción
La pista originalmente había sido registrado con un vocalista masculino, pero el productor Clive Davis sintió que una voz femenina maximizaría el  atractivo de la canción y se completó una grabación de Santana interpretando "The Game of Love" con Tina Turner como vocalista. Cuando Turner se negó a participar en la realización de un vídeo para la canción Davis reclutó primero a Macy Gray como reemplazo vocal. La versión con Gray no se considero satisfactoria y fue invitada Michelle Branch para ser la vocalista con su guitarra rítmica añadida a la pista.

## Vídeo musical
El vídeo musical muestra a Santana y Branch en un callejón con parejas alrededor de ellos, cada uno expresando su amor por el otro. El director fue Paul Fedor y el video fue filmado en el Pilsen barrio de Chicago.

## Lista de canciones
1. «The Game of Love» [radio mix] – Santana, Michelle Branch
2. «Come to My World»  – Santana
3. «Curación (Sunlight on Water)»  – Santana
4. «The Game of Love» [multimedia track] – Santana, Michelle Branch

## Posicionamiento en lista
| Lista (2002-2003)                           | Máxima posición |
| ------------------------------------------- | --------------- |
| Alemania (Offizielle Deutsche Charts)       | 46              |
| Australia (ARIA)                            | 21              |
| Austria (Ö3 Austria Top 40)                 | 51              |
| Bélgica (Flandes) (Ultratip Bubbling Under) | 2               |
| Bélgica (Valonia) (Ultratip Bubbling Under) | 5               |
| Canadá (Nielsen SoundScan)                  | 4               |
| España (Top 100 Canciones)                  | 6               |
| Estados Unidos (Billboard Hot 100)          | 5               |
| Estados Unidos (Adult Alternative Songs)    | 16              |
| Estados Unidos (Adult Contemporary)         | 1               |
| Estados Unidos (Adult Top 40)               | 1               |
| Estados Unidos (Mainstream Top 40)          | 5               |
| Hungría (Rádiós Top 40)                     | 8               |
| Irlanda (IRMA)                              | 19              |
| Italia (FIMI)                               | 11              |
| Nueva Zelanda (Recorded Music NZ)           | 7               |
| Noruega (VG-lista)                          | 17              |
| Países Bajos (Dutch Top 40)                 | 23              |
| Países Bajos (Mega Single Top 100)          | 40              |
| Polonia (Polish Singles Chart)              | 1               |
| Reino Unido (UK Singles Chart)              | 16              |
| Rumania (Romanian Top 100)                  | 7               |
| Suecia (Sverigetopplistan)                  | 54              |
| Suiza (Schweizer Hitparade)                 | 20              |

## Apariciones
- «The Game of Love» apareció en varios comerciales de Movistar en 2003, por varios países, desde España y pasando por algunos de Latinoamérica, como Argentina (Unifón) por aquel entonces. En México se anunciaba que con la compra de un equipo se obsequiaba una copia del álbum.